# Manuel Duarte
Manuel Almeida Duarte (født 29. maj 1945 i Celorico de Basto, Portugal, død 2. september 2022) var en portugisisk fodboldspiller, som blandt andet spillede for FC Porto.
Duarte spillede hele sin aktive karriere i hjemlandet, hvor han blandt andet tilbragte fire år hos Sporting Lissabon. Han spillede desuden to kampe for Portugals landshold. Han var en del af det portugisiske hold, der vandt bronze ved VM i 1966 i England, men kom dog ikke på banen i turneringen.
Manuel Duarte døde den 2. september 2022 i Fafe, Portugal på alderen af 77 år.